# Lijst van gemeentelijke monumenten in Arnhem
De gemeente Arnhem kent 2016 gemeentelijke monumenten, hieronder een overzicht. 

## Centrum
Het centrum van Arnhem kent 543 gemeentelijke monumenten. Zie de lijst van gemeentelijke monumenten in Arnhem-Centrum

## Spijkerkwartier
De wijk Spijkerkwartier kent 55 gemeentelijke monumenten. Zie de lijst van gemeentelijke monumenten in Spijkerkwartier

## Arnhemse Broek
De wijk Arnhemse Broek kent 80 gemeentelijke monumenten. Zie de lijst van gemeentelijke monumenten in Arnhemse Broek

## Presikhaaf West
De wijk Presikhaaf-West kent 1 gemeentelijk monument in de buurt Presikhaaf II:
| Object    | Bouwjaar | Architect | Locatie          | Coördinaten                   | Nr.         | Afbeelding |
| --------- | -------- | --------- | ---------------- | ----------------------------- | ----------- | ---------- |
| Spoorbrug | 1900     |           | Driepoortenweg 2 | 51° 58' 44" NB, 5° 56' 38" OL | 0202/WN0446 | Spoorbrug  |

## Sint Marten en Sonsbeek-Zuid
De wijk Sint Marten en Sonsbeek-Zuid kent 17 gemeentelijke monumenten in de buurt Sint Marten:
| Object                                                      | Bouwjaar              | Architect     | Locatie                    | Coördinaten                   | Nr.         | Afbeelding                  |
| ----------------------------------------------------------- | --------------------- | ------------- | -------------------------- | ----------------------------- | ----------- | --------------------------- |
| Hoekpand                                                    | 1890                  |               | Sonsbeeksingel 34          | 51° 59' 9" NB, 5° 54' 39" OL  | 0202/WN1263 | Hoekpand                    |
| Winkel/woonhuis                                             | 1890                  |               | Nijhoffstraat 58           | 51° 59' 17" NB, 5° 54' 47" OL | 0202/WN1500 | Winkel/woonhuis             |
| Winkel/woonhuis                                             | 1890                  |               | Nijhoffstraat 60           | 51° 59' 17" NB, 5° 54' 47" OL | 0202/WN1501 | Winkel/woonhuis             |
| Herenhuis                                                   | 1890                  |               | Nijhoffstraat 180          | 51° 59' 15" NB, 5° 54' 35" OL | 0202/WN1502 | Herenhuis                   |
| Kosterij/parochiehuis                                       | 1910                  | Welsing, W.G. | Van Slichtenhorststraat 34 | 51° 59' 19" NB, 5° 54' 45" OL | 0202/WN1910 | Kosterij/parochiehuis       |
| Voorm. kerkgebouw Onze Lieve Vrouwe van Onbevlekt Ontvangen | 1910                  | Welsing, W.G. | Van Slichtenhorststraat 36 | 51° 59' 18" NB, 5° 54' 44" OL | 0202/WN1911 | Meer afbeeldingen           |
| Pastorie                                                    | 1910                  | Welsing, W.G. | Van Slichtenhorststraat 38 | 51° 59' 18" NB, 5° 54' 46" OL | 0202/WN1912 | Pastorie                    |
| Schoolgebouw St. Annaschool                                 | 1925                  |               | Van Slichtenhorststraat 39 | 51° 59' 18" NB, 5° 54' 47" OL | 0202/WN1913 | Schoolgebouw St. Annaschool |
| Hoekpand                                                    | 1890, circa 1895-1900 |               | Apeldoornseweg 18          | 51° 59' 9" NB, 5° 54' 39" OL  | 0202/WN0188 | Hoekpand                    |
| Herenhuis                                                   | 1887                  |               | Apeldoornseweg 38          | 51° 59' 11" NB, 5° 54' 37" OL | 0202/WN0199 | Herenhuis                   |
| Herenhuis                                                   | 1885, circa 1890      |               | Apeldoornseweg 40          | 51° 59' 12" NB, 5° 54' 36" OL | 0202/WN0201 | Herenhuis                   |
| Herenhuis                                                   | 1885                  |               | Apeldoornseweg 42 B        | 51° 59' 12" NB, 5° 54' 36" OL | 0202/WN0203 | Herenhuis                   |
| Herenhuis                                                   | 1885, circa 1890      |               | Apeldoornseweg 44          | 51° 59' 12" NB, 5° 54' 36" OL | 0202/WN0205 | Herenhuis                   |
| Herenhuis                                                   | 1885                  |               | Apeldoornseweg 46          | 51° 59' 12" NB, 5° 54' 36" OL | 0202/WN0207 | Herenhuis                   |
| Herenhuis                                                   | 1890, circa 1885-1890 |               | Apeldoornseweg 70          | 51° 59' 14" NB, 5° 54' 34" OL | 0202/WN0217 | Herenhuis                   |
| Herenhuis                                                   | 1890                  |               | Apeldoornseweg 72          | 51° 59' 15" NB, 5° 54' 34" OL | 0202/WN0218 | Herenhuis                   |
| Woonhuis                                                    | circa 1890            |               | Apeldoornseweg 86          | 51° 59' 16" NB, 5° 54' 33" OL | 0202/WN0219 | Woonhuis                    |

## Klarendal
De wijk Klarendal kent 191 gemeentelijke monumenten. Zie de lijst van gemeentelijke monumenten in Klarendal

## Velperweg en omgeving
De wijk Velperweg en omgeving kent 51 gemeentelijke monumenten. zie de lijst van gemeentelijke monumenten in Velperweg en omgeving

## Alteveer en Cranevelt
De wijk Alteveer en Cranevelt kent 19 gemeentelijke monumenten. Zie de lijst van gemeentelijke monumenten in Alteveer en Cranevelt

## Geitenkamp
De wijk Geitenkamp kent 448 gemeentelijke monumenten. Zie de lijst van gemeentelijke monumenten in Geitenkamp

## Monnikenhuizen
De wijk Monnikenhuizen kent 39 gemeentelijke monumenten. Zie de lijst van gemeentelijke monumenten in Monnikenhuizen

## Burgemeesterswijk en Hoogkamp
De wijk Burgemeesterswijk en Hoogkamp kent 204 gemeentelijke monumenten. Zie de lijst van gemeentelijke monumenten in Burgemeesterswijk en Hoogkamp

## Schaarsbergen en omgeving
De wijk Schaarsbergen en omgeving kent 104 gemeentelijke monumenten. Zie de lijst van gemeentelijke monumenten in Schaarsbergen en omgeving

## Heijenoord en Lombok
De wijk Heijenoord en Lombok kent 214 gemeentelijke monumenten. Zie de lijst van gemeentelijke monumenten in Heijenoord en Lombok

## Klingelbeek
De wijk Klingelbeek kent 28 gemeentelijke monumenten. Zie de lijst van gemeentelijke monumenten in Klingelbeek

## Arnhem-Zuid
De wijken 't Duifje, Eimersweide, Elden, Elderveld, Kronenburg, Malburgen-West en Rijkerswoerd hebben bij elkaar 22 gemeentelijke monumenten. Zie de lijst van gemeentelijke monumenten in Arnhem-Zuid
Aalten · 
Apeldoorn · 
Arnhem · 
Barneveld · 
Berkelland · 
Beuningen · 
Bronckhorst · 
Brummen · 
Buren · 
Culemborg · 
Doesburg · 
Doetinchem · 
Druten · 
Duiven · 
Ede · 
Elburg · 
Epe · 
Ermelo · 
Groesbeek · 
Harderwijk · 
Hattem · 
Heerde · 
Heumen · 
Lingewaard · 
Lochem · 
Maasdriel · 
Montferland · 
Neder-Betuwe · 
Nijkerk · 
Nijmegen · 
Nunspeet · 
Oldebroek · 
Oost Gelre · 
Oude IJsselstreek · 
Overbetuwe · 
Putten · 
Renkum · 
Rheden · 
Rozendaal · 
Scherpenzeel · 
Tiel · 
Ubbergen · 
Voorst · 
Wageningen · 
West Betuwe · 
West Maas en Waal · 
Westervoort · 
Wijchen · 
Winterswijk · 
Zaltbommel · 
Zevenaar · 
Zutphen